# Zanthojoppa lutea
Zanthojoppa lutea är en stekelart som först beskrevs av Johann Ludwig Christian Gravenhorst 1829.  Zanthojoppa lutea ingår i släktet Zanthojoppa och familjen brokparasitsteklar. Utöver nominatformen finns också underarten Z. l. setacea.